# Felimida luteorosea
Doris tacheté mauve
Espèce
Synonymes
- Chromodoris luteorosea

Le Felimida luteorosea, ou doris tacheté mauve, est un nudibranche de la famille des chromodorididés.

## Description
Ce nudibranche d'une taille maximum de 55 millimètres possède un manteau mauve, bordé d'une ligne jaune et tacheté de gros points jaunes. Ses rhinophores annelés et son panache branchial sont également mauves.

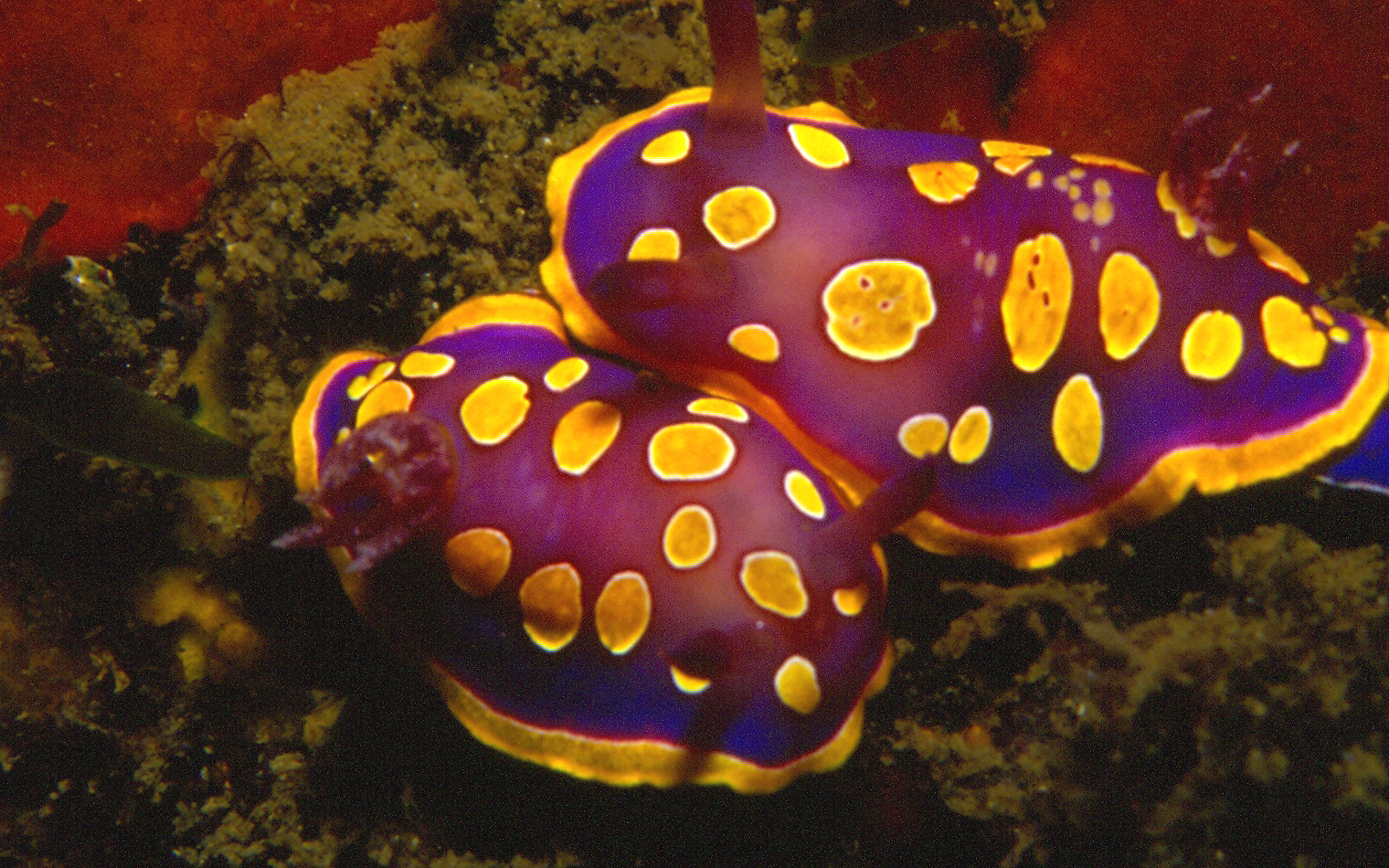
Couple
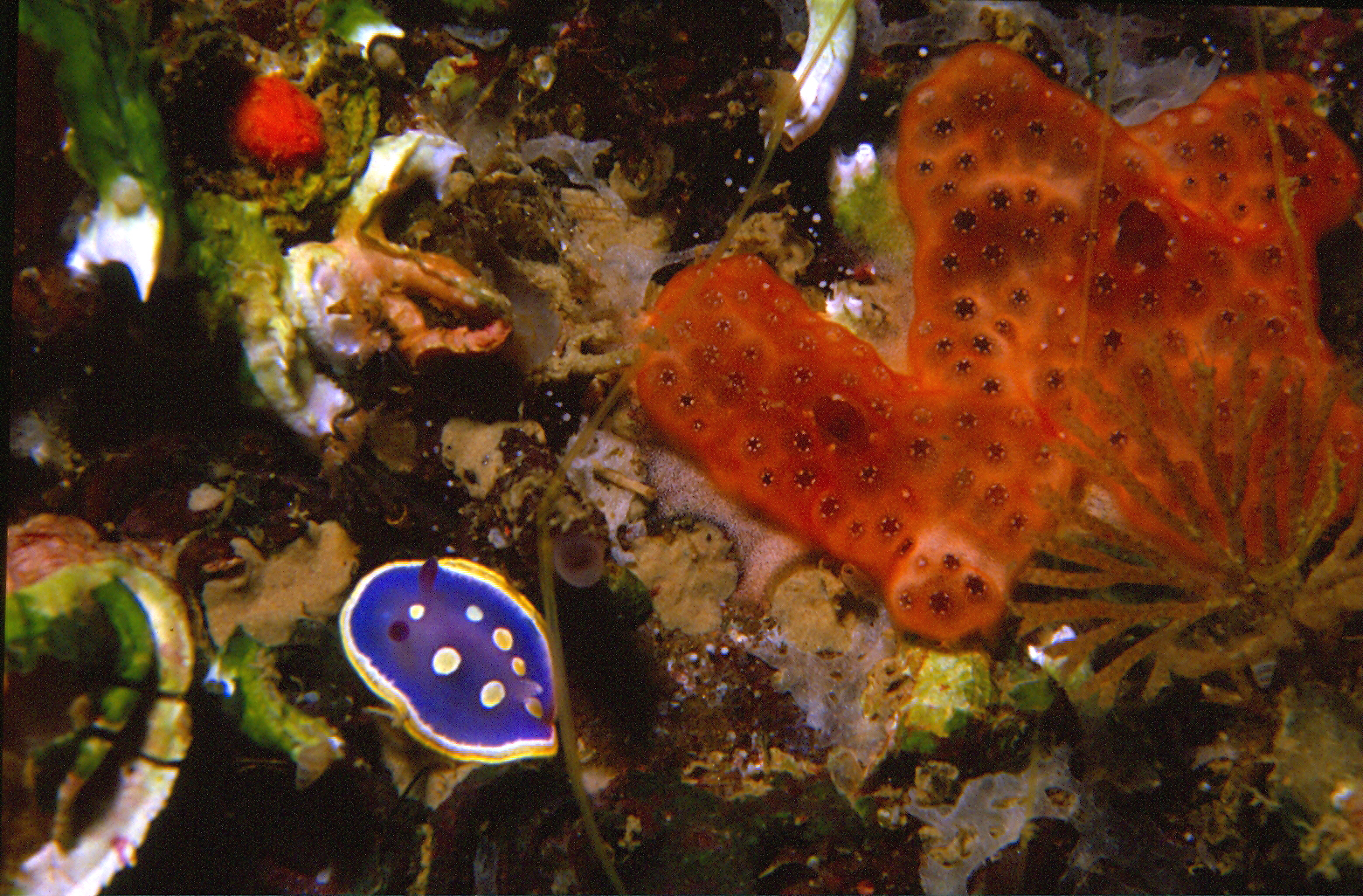
Juvénile

## Biotope
Il vit en mer Méditerranée ou dans l'Atlantique proche, de 5 à 40 mètres de profondeur. Son alimentation est composée d’éponges, notamment Aplysilla rosea et Spongionella pulchella.

## Étymologie
Son épithète spécifique luteorosea vient du latin luteus (jaune) et roseus (rose), les deux couleurs de son manteau.

## Espèces similaires
- Felimida luteopunctata[1] (Gantès, 1962)